# 조도중학교
조도중학교(鳥島中學校)는 대한민국 전라남도 진도군 조도면 창유리에 있는 공립 중학교이다.

## 학교 연혁
- 1965년 3월 10일 : 조도중학교 개교(6학급)
- 1981년 3월 10일 : 조도실업고등학교 개교(수산양식과 6, 상업과 3)
- 1983년 3월 9일 : 조도중학교 관매분교장 개교
- 1999년 3월 1일 : 조도고등학교로 교명 변경(보통과 모집) 조도중ㆍ고등학교 통합운영
- 2009년 9월 1일 : 관매분교 폐교(총 졸업생 401명)
- 2023년 3월 2일 : 중학교 입학(8명)
- 2023년 3월 2일 : 고등학교 입학(11명)
- 2024년 9월 1일 : 제27대 서민준 교장 취임

## 참고 자료
- 조도중학교 - 한국교육학술정보원 학교알리미